# Tour Prisma
A Tour Prisma felhőkarcoló a párizsi La Défense negyedben, Courbevoie-ban.
1998-ban épült, és 97 méter magas volt.